# Churintzio
Churintzio (‘en donde anochece o se oculta temprano el sol’, según la etimología más aceptada) es un pueblo que se encuentra en el noroeste del estado de Michoacán, cabecera del municipio homónimo. Antiguamente conocido como San Antonio Churintzio. Su distancia de la capital del estado es de 109 km. Su relieve lo constituyen las atribuciones septentrionales del Eje Neovolcánico y la sierra de Purépero; los cerros: Gallinas, de la Cruz y Blanco, en las regiones planas, la loma de Fuerte y Plan de Noria.
Antes de su fundación fue una estancia donde se guarecían los encargados de cuidar el ganado. Se cree fue fundado en el año 1543 por personas que vinieron de las hoy llamadas ciudades de Celaya, Salamanca, León (Guanajuato) y Arandas (Jalisco). La zona fue  evangelizada por los hermanos de la orden de san Francisco, quienes dedicaron este pueblo a san Antonio de Padua.
En la ley territorial del 10 de diciembre de 1831, surge como tenencia del municipio de Penjamillo. En 1877 pasa a la municipalidad de Zináparo. Por decreto el 17 de mayo de 1879, queda agregado al municipio de la Piedad y se le otorga el rango de municipio el 10 de diciembre de 1903, siendo Churintzio la cabecera municipal.

## Monumentos históricos
- Parroquia de la Virgen del Rosario
- Santuario de la Virgen de Guadalupe
- Casa del Diezmo.

## Historia

### Época precolombina
La zona fue parte de la Tradición de Teuchitlán que florecio del 300 a.c. al 900 d.c. Durante el clásico, estuvo bajo la zona hegemónica de Teotihuacán, localizada al noreste del lago de Texcoco. Hacia el siglo VIII d. C. comenzó la decadencia de Teotihuacán. Después el área fue uno de los sitios sometidos al dominio del imperio tarasco. De estas culturas, aún se mantienen varios grupos de yácatas, siendo la más próxima a la cabecera las así llamadas, del Cerro de la Cruz, y la presencia de un monolito grande tallado y desplazado por el hombre en el lugar llamado "El Aguacate" y otros menhires más pequeños ubicados en el lugar conocido como "Chaparral".

### Conquista
La vida de Churintzio transcurre dentro del escenario de la historia en una mayor actuación a partir de la llegada de los españoles en 1522 comandados por don Cristóbal de Olid. A partir de entonces, todas las poblaciones de la provincia de Michoacán fueron apareciendo de una forma u otra en el desarrollo de la conquista.
La familia Guzmán llegó después y eran descendientes de don Nuño de Guzmán cuando este pasó a conquistar Nueva Galicia.

### Época virreinal
Después del conquista el estilo de vida se vio modificado en todos los aspectos como el económico, social, espiritual, arquitectónico y de producción, con la introducción de nuevas especies como ganado vacuno, o animales de tiro y de arado. También se modificaron los procesos de producción; para ejemplo, los restos de la caña de maíz ahora se utilizan para la cría de ganado antes utilizada solo como leña.
El desarrollo urbano de siglo XVI, escultura, pintura, desarrollo artesanal, música, educación, idioma, sistema de castas, etc.
Carácter corporativo de la sociedad (entre las corporaciones más significativas se encontraban los gremios que representaban a los diferentes oficios: las órdenes religiosas, las cofradías, las comunidades indígenas.) El ojo de agua en Churintzio pertenece a la comunidad indígena de Churintzio.
La preeminencia del Bajío
Churintzio está ubicado en el altiplano central, región predominante de la Nueva España; era centro político, económico y cultural, en él estaban ubicadas las ciudades más importantes y la mayor parte de la población; por ésta pasaban la mayoría de las rutas comerciales, constituyéndose como la ruta a través de la cual pasaban las mercancías destinadas a las provincias del norte; estaba situada estratégicamente entre la Ciudad de México, la de Zacatecas y la de Guadalajara. La construcción de presas, haciendas agrícolas y ganaderas se concentraban en los alrededores por lo que esta región era la más productiva de la Nueva España.

### Independencia
Oriundos de  Churintzio, alfareos de profesión, emigraron cuando tenían 17 y 18 años respectivamente al pueblo de Dolores en Guanajuato, en 1807 salen de Churintzio estos dos jóvenes alfareros de nombre Ignacio y Nicolás Licea, con rumbo a Dolores, donde se incorporaron al taller que el  cura Hidalgo, tenía en ese lugar.
Cuando inicio el movimiento por la independecía del país aquel 16 de septiembre de 1810 estos dos hermanos fueron de los primeros en incorporarsse a las filas insurgentes, siendo los dos primeros churenis en integrarse al movimiento independentista.

### sigloXIX
Desde el virreinato y después de la independencia la mayoría de los mexicanos viven en el centro de México. Fue el lugar donde la Nueva España tuvo su mayor expresión.  Mientras que a partir de Zacatecas al norte el sur estaban prácticamente despoblados, factor que provocó la independencia de Centroamérica y la conquista de la parte más septentrional de México. Más adelante el gobierno de México favorecerá la migración de personas del centro a los estados del norte del país. Para mantener población que explote los recursos naturales y evitar perder más territorio, todo el país se encontraba en una situación precaria, provocada por la finalizada guerra independentista y un combate ideológico sobre como organizar el país. Churintzio, al tener una mayor población de personas e instituciones coloniales, se verá siendo parte del partido conservador.

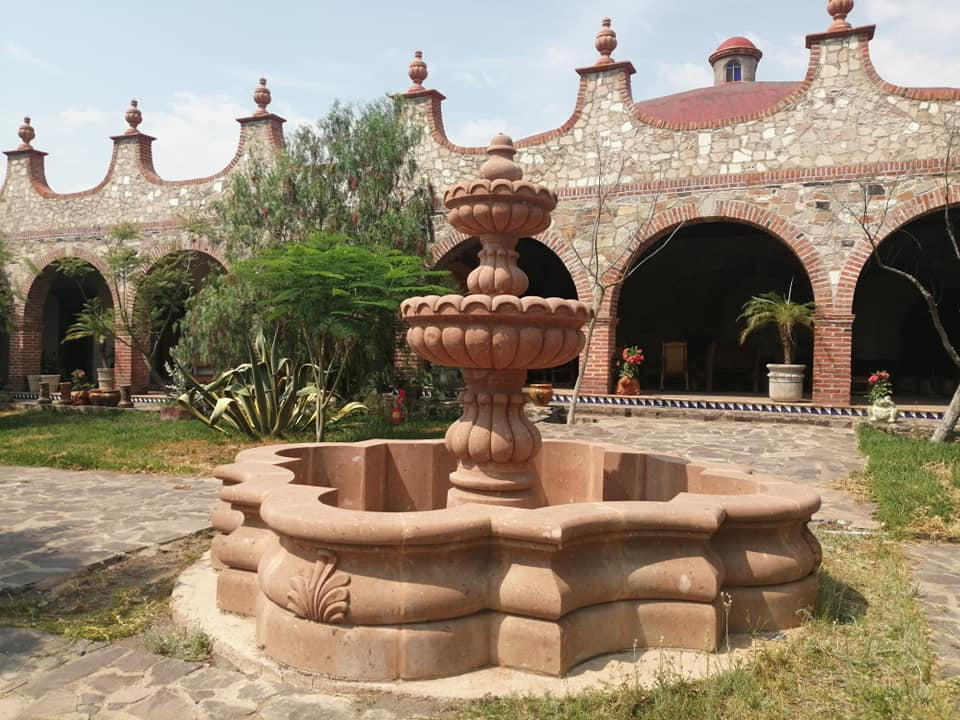
Haciendas de Churintzio

El municipio albergó varias haciendas como por ejemplo las de Changuitiro, Huapamacato, El Fuerte, Patzímaro de Aviña, La Noria, Las Cruces, La Amezquitillo; sobre la última se construyó una presa que lleva su nombre.
Porfiriato en Churintzio
Porfirio Díaz pacificó al país terminando con la inseguridad que se desató desde la independecia de México.En el gobierno porfirista churintzio siendo tenencia de La Piedad vivía como cualquier otro pueblo de la época, con su vida campirana las costumbres de sus gentes la arriería.
Las autoridades civiles establecidas llamese presidente municipal o prefecto, hacían sus visitas de inspección a churintzio ocacionalmente cuando las circunstancias así lo exigían. como fue común en todo el estado los hacendados del lugar contaron continuamente con los beneficios del gobierno estatal, y prácticamente la mayor parte de obras que se realizaban terminaban favoreciendoles.

### sigloXX
La época porfirista fue la más lacerante para el pueblo ya que las condiciones de vida eran precarias, el problema del campo fue siempre fundamental  debido a que la mayoría de campesinos no tenían tierras para trabajar esto los orilló a emplearse en las haciendas a expensas de la explotación execiva y los malos tratos de los terrratenientes. 
Fue tradicional  que los campesinos del lugar trabajaran bajo la forma de cuartilla que consistía en que del total cosechado  una cuarta parte correspondían al peón y tres cuartas partes al patrón,  quién ponia la yunta de bueyes, semillas y ajuares, y por su pare el trabajador solo se concentraba en cultivar la tierra y pastar los bueyes. 
Se sabe que en el levantamiento maderista participó activamente J. Rosario Soria, quién llegó a ser incluso coronel.
Disturbios entre los vecinos de Churintzio con vecinos de Penjamillo Los Rábago
En mayo de 1911, el señor Jesús Rábago llegó al pueblo al frente de un gruo de guerrilleros originarios de Penjamillo, con la finalidad de atacar a la población bajo el pretexto de que todos sus habitantes eran villistas. Incendiaron primeramente la casa del señor Ramón Pulido Castellanos, atacaron la presidencia municipal que en ese entonces estaba en lo que hoy es el mercado guadalupano y asaltaron a la administración de correos a cargo de la señorita María Guadalupe Quíroz, llevándose consigo los fondos recabados durante el mes que ascendían a la suma de 44 pesos con 25 centavos, de inmediato no se hizo esperar la respuesta los vecinos de Churintzio se defendieron al momento, logrando herir a dos asaltantes Ramón y Valerio Rábago, quienes no tuvieron más que huir por la parte sur del pueblo.
Pero la riña entre los dos pueblos no terminó ahí, los Rábago intentaron una vez más atacar el pueblo, sin embargo la resistencia fue bien organizada, se reunieron barricadas en las hoy calles Independencia Norte y Sur, 16 de Septiembre, 5 de Febrero, Emiliano Zapata, y otras más.  Por su parte los vecinos se trasladaron a La Piedad para solicitar ayuda del prefecto Máximo Velázquez,  quién de inmediato se trasladó a lugar y presto la ayuada necesaria. Ante  esto, los Rábago no tuvieron más opción que la retirada. sin embargo sólo dejaron pasar unos días y regresaron para entrar finalmente al pueblo, en el tiroteo murieron, los señores Apolonio Gutiérrez de más de 100 años de edad y el señor Sidronio Ramírez  y resultó herido el señor Miguel Soto. 
Churintzio atravesó la revolución, la cristiada, el agrarismo.  Con la disolución de las haciendas nacieron los ejidos. Ya en la segunda mitad del siglo se dio la introducción de la electricidad, construcción de carreteras, aparición de los automóviles, el gas, nace un comercio de productos con el exterior, de lo más simple a lo esencial, ejemplo: de un zapato, una soda de cola a medicinas, en una impresionante aparición de nuevas mercancías; en la agricultura surgen tractores y trilladoras que facilitan los procesos de producción así como la aparición de invernaderos, fertilizantes, semillas y herbicidas, la entrada aparatos electrodomésticos, cambios en la arquitectura del adobe al tabique, diseño de la vivienda, sumando espacios como cocheras etc.; llega la radio, le sigue la televisión, el teléfono, pavimentación del municipio, educación hasta el nivel medio superior.

### SigloXXI
Introducción del internet y modificaciones en la arquitectura. Apertura de la primera Universidad.

## Cronología de hechos importantes antes de ser municipio
| Año                           | Hecho |
| ----------------------------- | --- |
| 1543                          | Fundación de Churintzio. |
| 1572                          | Rodrigo de Évora dueño de la estancia Churintzio. |
| 1600 a 1610                   | Llegada de personas venidas de las ciudades de Celaya, Salamanca, León Guanajuato y de Arandas Jalisco, se instalan a vivir en Churintzio. |
| 1631                          | Estancia Churintzio propiedad de Agustín de la Dueña. |
| 1728                          | Se tiene información de que Churintzio era aún solo un puñado de casas con pocos pobladores. |
| 1810-1821                     | Según el atlas de Michoacán, Churintzio era una congregación de arrieros y labradores que contaba con 1367 habitantes. |
| 1 de noviembre de 1813        | Según se asienta en el primer libro de bautismos los primeros bautizados fueron el español José Ignacio de los Santos, hijo de María Solorio y padre desconocido, nacido el 1 de Nov. de 1813 y bautizado el 7 del mismo mes y año. Fueron sus padrinos José Julián Alejandre y María Faustina Barriga de la congregación de Churintzio. |
| 1829                          | Churintzio se convierte en Vicaría por concesión de don José Antonio de Silva, Sr. cura interino de Tlazazalca el primer vicario fue el Presbítero don José María Olmedo. |
| 1881                          | Inicia la construcción del Santuario de Ntra. Sra. de Guadalupe. |
| 1881                          | Churintzio obtiene la categoría de parroquia, siendo el primer párroco el sr. Vélez. |
| De enero 1883 a abril de 1884 | Se realizaron mejoras materiales que fueron la construcción de una fuente arquitectónica pública en la plaza y cuatro lunetas en el embanquetado de la mencionada plaza, se empedraron dos calles, y se compuso el terreno inmediato a donde brota una vertiente de agua.                                                                |
| 1893                          | La fuente de la plaza principal sufrió algunas reparaciones invirtiéndose la suma de 9$ 13cs. que ministró el ayuntamiento. |
| 1894                          | Churintzio solo contaba con una Escuela primaria a cargo del profesor Máximo Quintana. |
| 1900                          | En el censo de población del estado de Michoacán arrojo para este lugar "lugar Churintzio categoría pueblo hombres 1,067. mujeres 119. total 1,189. |
| 3 de agosto de 1902           | Se erige canónicamente en el templo parroquial de Ntra. Sra. del Rosario en Churintzio la fraternidad de san Antonio de Padua de la Orden Franciscana Seglar a las doce del mediodía por fray Angelo M. Ruiz, de la Orden de Frailes Menores.                                                                                            |
| 10 de diciembre de 1903       | Obtiene el rango de Municipio conferido por el decreto constitucional. |

## Ecosistemas
Dominan 
Bosque mixto de pino-encino. 
- Flora; pino, encino, madronios, helechos, bromelia, epifitas, líquenes, musgos, yesca, orquídeas.
- Fauna; águila, lechuza, guajolote, cacomixtle, ratón de campo,  jabalí, mapache,  gorrión común, chipe gorrinegro, golondrina, abeja, pinzón mexicano, colibrí, ardilla, carpintero bellotero, cucharero manchado.

Bosques seco mexicano forma parte del Bajío. 
- Flora; pirul, fresno, cacirpe, palo dulce, huanumo, Tepehuaje, cicuito, chupiri, palo dulce, pochote, uña de gato, colorín, cazahuate, mezquite, pitaya, clavel del aire,  estrella mexicana santa María, lantana, jazmín de México, rosa de Jericó.
- Fauna; el armadillo, puma, onza, tigrillo, lince rojo, tuza, alumbrador, avispa, mariposa, polilla, codorniz, correcaminos, coyote, tejón, conejo, liebre, zorrillo, tlacuache, zorro gris, venado, zopilote, güilota, citos, calandría café, calandria tunera, zapador, torcaza, murciélago, colarillo, lagarto de collar, tijerilla, escarabajo pelotero, jicote, hormiga, hormiga león,  chicharra.

Pradera
- Flora; zapote blanco,  nopal, huizache, tepame, hongo, melinis,  bastón de san Francisco, higuerilla, campanilla, muérdago naranja,  argemone, pastizal y matorrales diversos.
- Fauna; escorpión, tarántula, caracol, babosa, mantis religiosa, chapulín, saltamontes perezoso, grillo, mayate, zanate, aguililla, cara cara, tarengo, semillerito, azulillo grande, conguita, saltapalos, víbora de cascabel, mulato, clarín, cuervo, jilguera.

En los depósitos de agua. 
- Flora; sauce, tule, carrizo, enea, amapola, y lirio acuático.
- Fauna; gallareta, garza, libélula, rana, sapo, tortuga terrestre, serpiente de agua, culebra rayas negras. madrugador, charal, mojarra y carpa.

## Cultura

### Casas de la cultura
Según el Sistema de Información Cultural (SIC) del Consejo Nacional para la Cultura y las Artes (Conaculta), hay una casa de cultura en Churintzio. 
- Casa de la cultura Cuahtémoc Cárdenas Solórzano.

### Recintos culturales
- Biblioteca Pública Daniel Soria Licea.

### Teatros
- Teatro San Antonio de Padua.

#### Galería

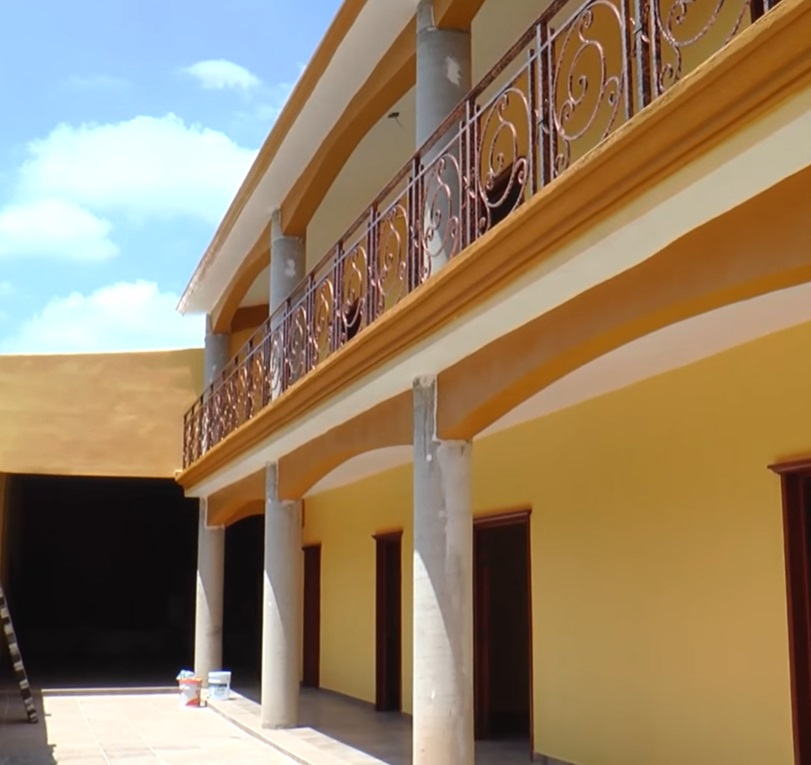
Casa de la cultura Cuahtémoc Cárdenas Solórzano.
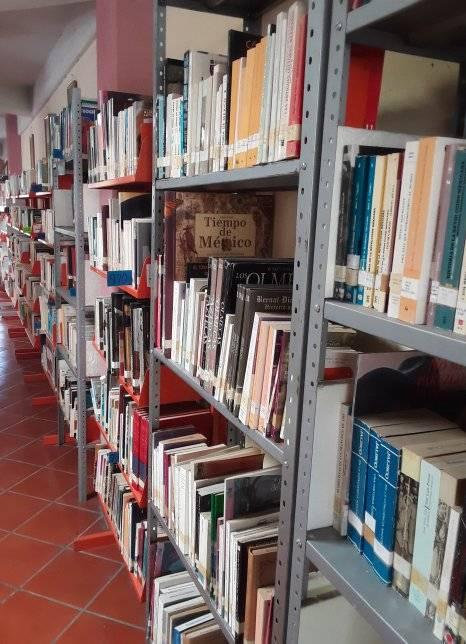
Biblioteca pública Daniel Soria Licea.

### Festividades y otras expresiones de la cultura popular
- 2 de febrero. Día de la Candelaria.
- Martes antes del Miércoles de Ceniza Carnaval.
- Varía cada año Semana Santa.
- 3 de mayo. Día de la Santa Cruz.
- Varía cada año Fiesta al sagrado corazón.
- 13 de junio. Fiesta de San Antonio de Padua.
- 4 de julio. Fiesta en honor a Nuestra señora del Refugio.
- 16 de julio. Fiesta de Virgen del Carmen.
- 25 y 26 julio: celebración de Santiago Apóstol y Santa Ana.
- 15 y 16 de septiembre: Independencia de México.
- 4 de Octubre Fiesta de san Francisco de Asís.
- 7 de octubre. Fiesta en honor a la Virgen del Rosario.
- 1 y 2 de noviembre día de los fieles difuntos.
- 20 de noviembre aniversario de la revolución mexicana.
- 22 de noviembre. Fiesta en honor a santa Cecilia.
- 27 de noviembre. Fiesta en honor a la Virgen de Churintzio.
- 1 al 13 de diciembre fiestas en honor a la virgen de Guadalupe.
- 16 al 24 de diciembre las posadas.
- 31 de diciembre. Fiesta de Año Nuevo.

## Infraestructura

### Plazas urbanas
- Plaza principal jardín de Iturbide.
- Plaza El Pedregal.
- Plaza Los Pinitos.

### Parques recreativos
- Parque municipal Roberto Navarro G.
- Parque comunal Churintzio.

### Infraestructura deportiva
- Unidad deportiva de Churintzio.

#### Galería

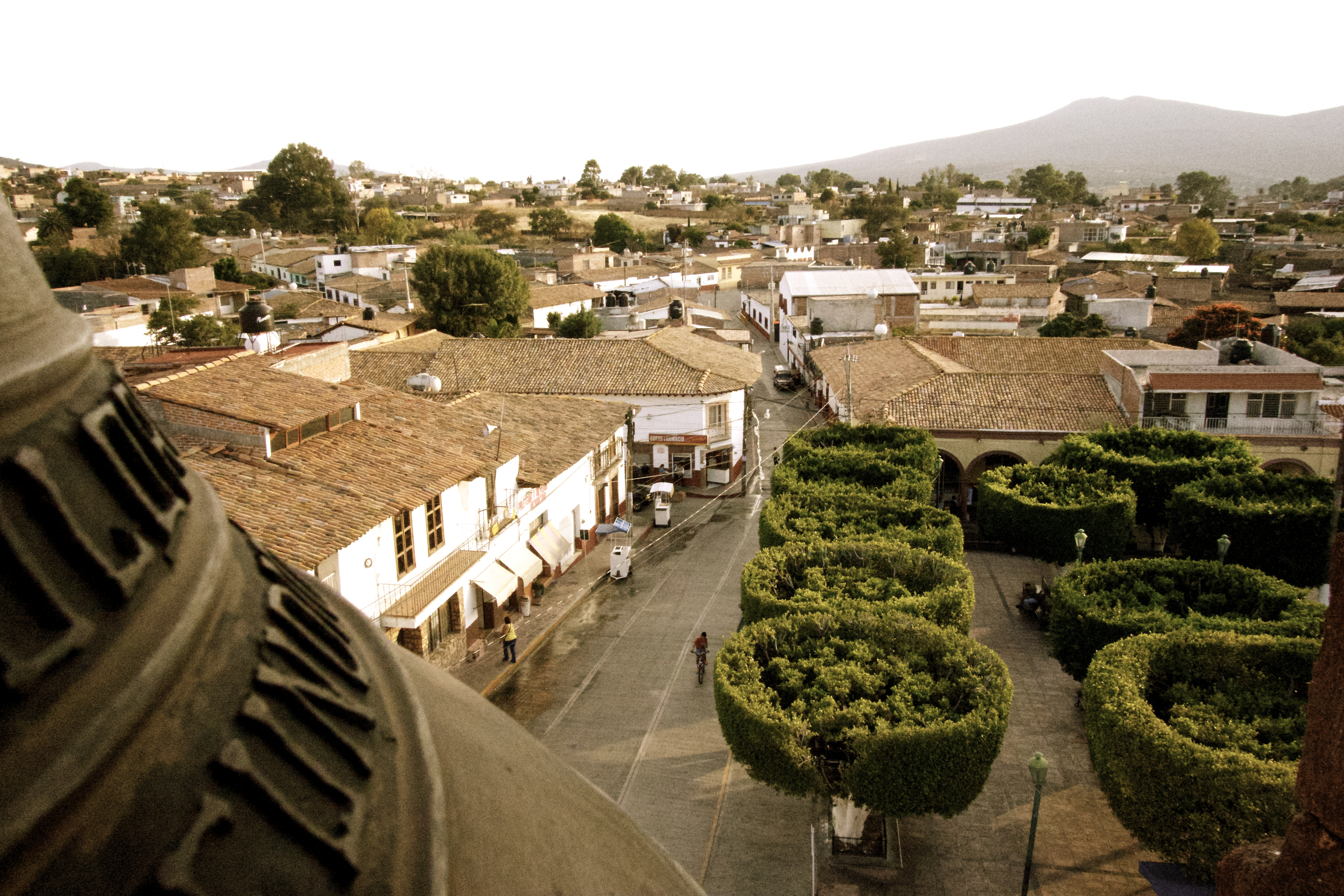
Plaza Principal Jardín de Iturbide.
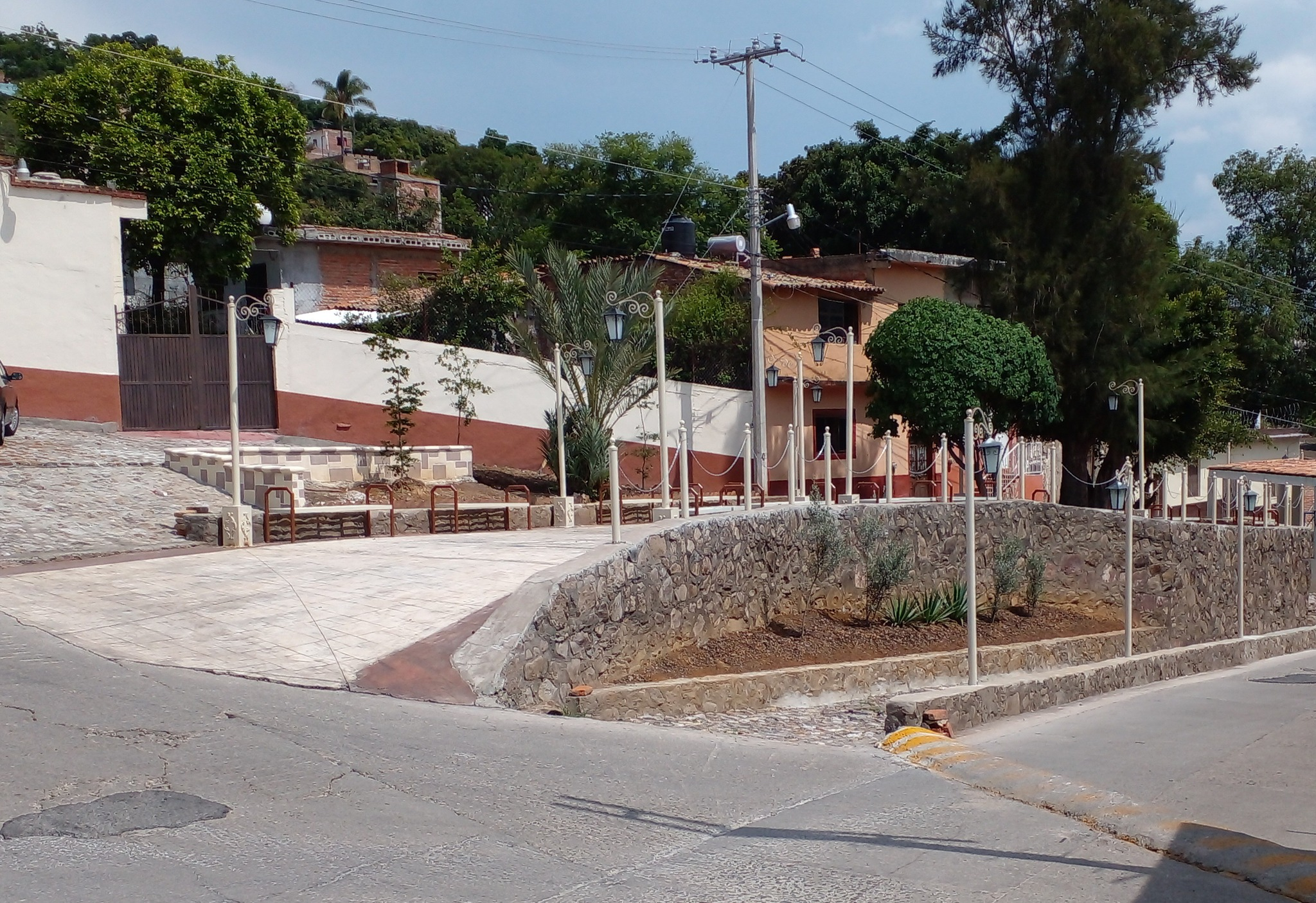
Plaza El Pedregal.
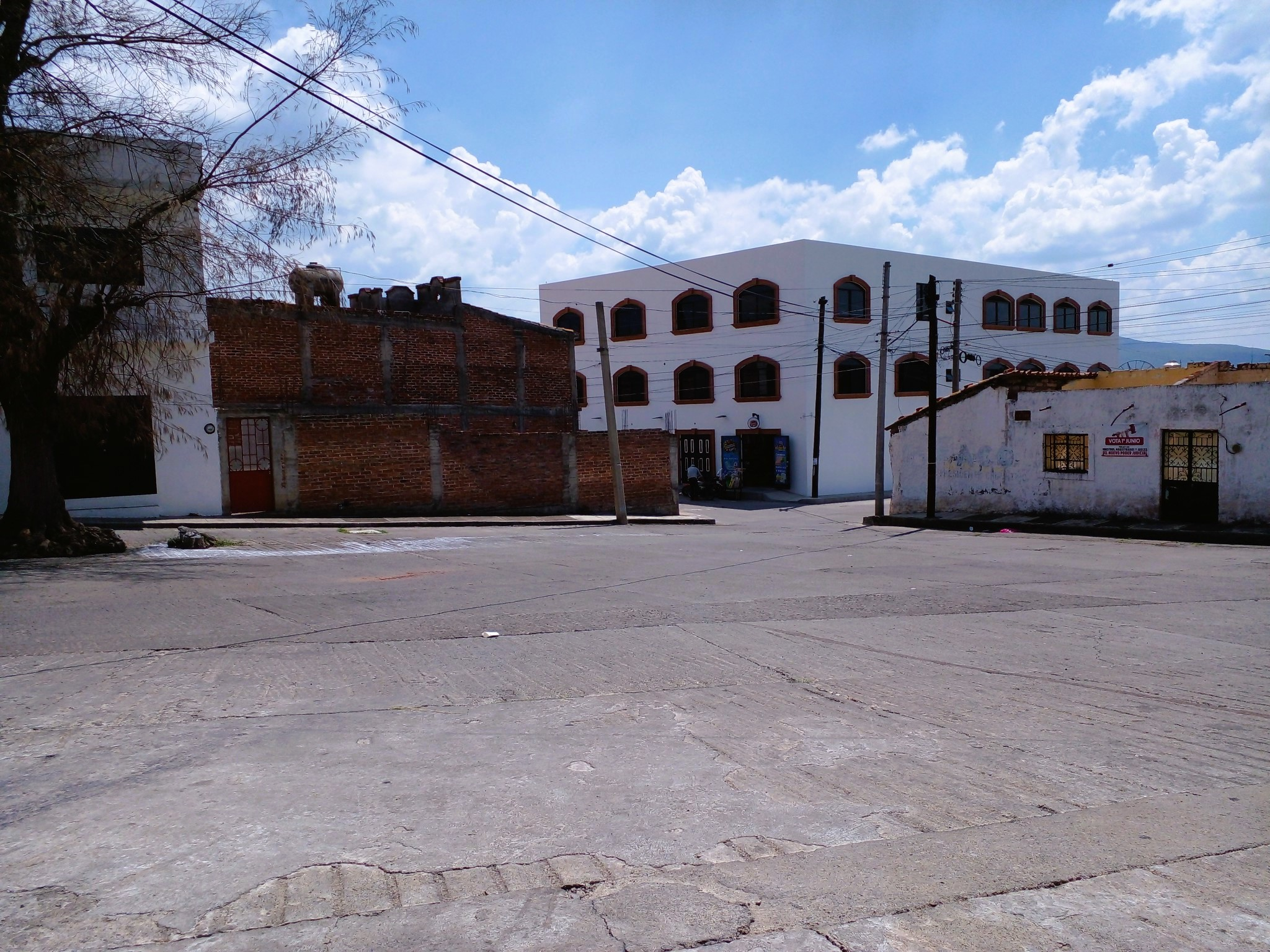
Plaza Los Pinitos.
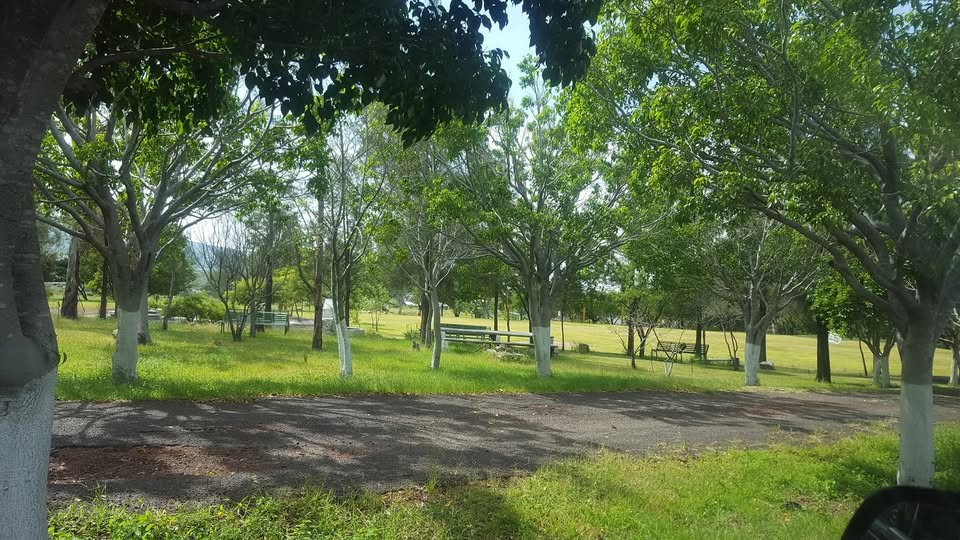
Parque municipal Roberto Navarro G.
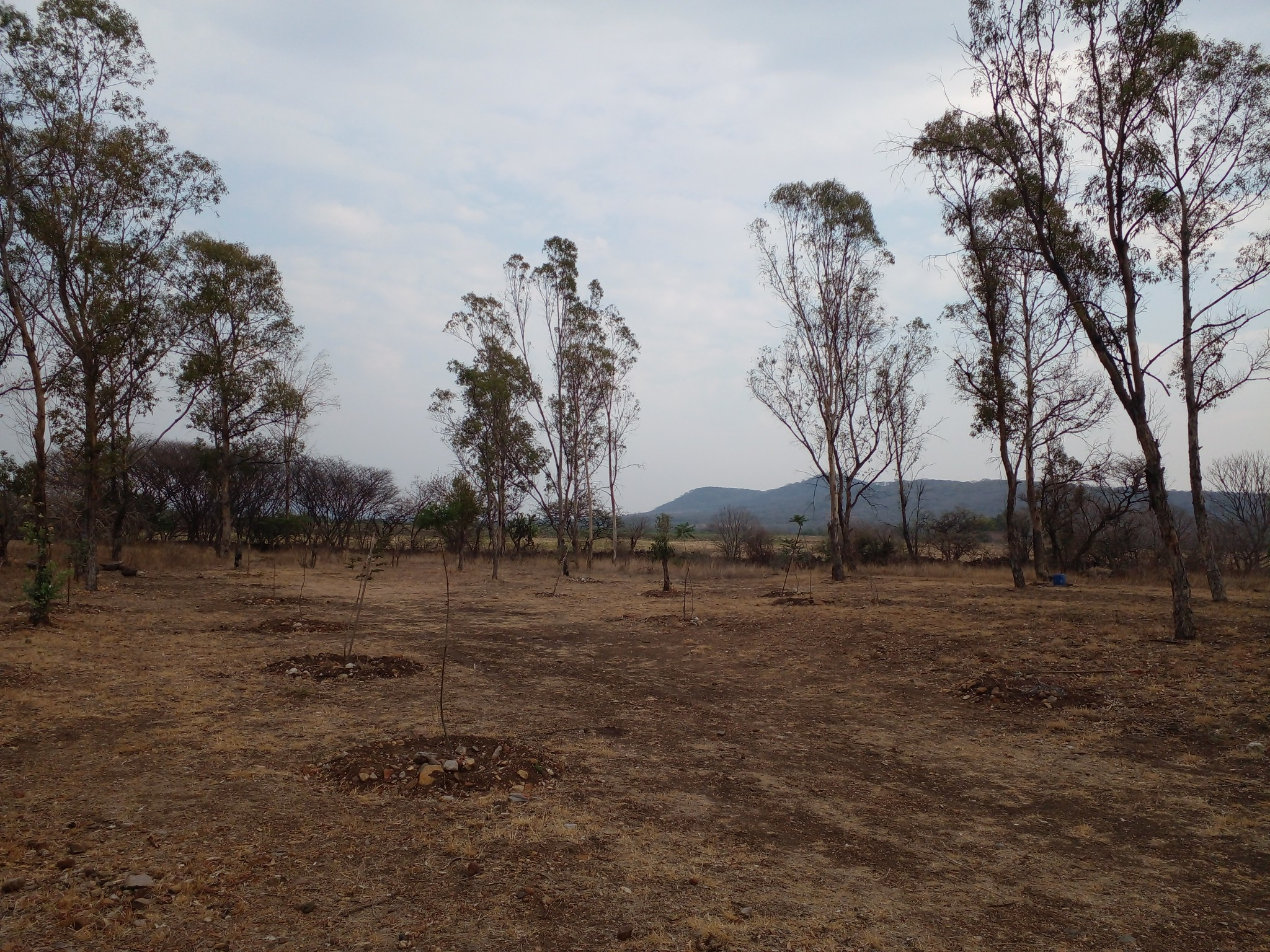
Parque Comunal Churintzio.

## Cobertura de servicios básicos
Agua potable 100%
Alumbrado público  95%
Salud 90%
Educación 85%
Pavimentación de calles 60%
Recolección de basura 100%
Seguridad 98%

## Infraestructura de comunicación
Desde el siglo XVI empezó en la Nueva España la apertura de caminos reales para satisfacer las necesidades del comercio. Estos caminos siguieron muchas veces las rutas trazadas por los antiguos mercaderes indígenas que abastecían los principales centros de población. Uno de los caminos pioneros fue el México-Valladolid-Guadalajara que fue uno de los principales enlaces entre la capital y el occidente del país.
Churintzio el día de hoy cuenta como accesos principales las siguientes carreteras:
- Autopista México-Morelia-Guadalajara (cuota 15D): pasa por el municipio de Churintzio, por el sur de la localidad y conecta a Churintzio con las dos principales ciudades del país. Cuenta con al menos cuatro carriles durante todo el trayecto.
- Carretera Federal La Piedad - Carapan, que atraviesa el municipio de este a sur.
- Carretera estatal San Vicente - Churintzio.
- Carretera estatal El Salto - Churintzio.
- Carretera estatal La Higuera - Churintzio.
- Carretera estatal San Isidro - El Porvenir.
- Carretera estatal Huapamacato - Churintzio.
- Carretera estatal El jagüey - Changuitiro.

## Personas ilustres
Categoría principal: Churenis
Ignacio y Nicólas Licea Dos hermanos insurgentes que lucharon bajo las órdenes del padre de la patria don Miguel Hidalgo y Costilla en la guerra de independencia de México. 
María Guadalupe Ayala Calderón Maestra considerada madre de la cultura de Churintzio ya que fue gran impulsora de la enseñanza en el municipio, presto sus servicios durante 62 años
Dr. Jesús Rodriguez Gestor y luchador que dedicó gran parte de su tiempo profesional para buscar que churintzio adquiriera el rango de municipio en el año de 1903
Luis Mena Arroyo  Fue arzobispo de la arquidiócesis de Chihuahua y obispo de una de las siete diócesis de que se compone la arquidiócesis de la Ciudad de México.
Jaime Calderón Calderón Fue obispo auxiliar de la diócesis de Zamora Michoacán, después obispo de la diócesis de Tapachula, Chiapas. actualmente es arzobispo de la arquidiócesis de León, Guanajuato.
Vicente Muñiz Arroyo Embajador en Uruguay de 1974 a 1977, durante la dictadura cívico-militar en este país.

## Hermanamientos
- Livingston California[10]